# Алупка-Ісар
Алупка Ісар (крим. Alupka İsar) — руїни середньовічного, імовірно феодального замку XIII століття на Південному березі Криму, на вершині гори Хрестова (вона ж Біюк-Ісар), на північ від Алупки. Рішення Кримського облвиконкому № 595 від 5 вересня 1969 року і № 489 від 15 січня 1980 року руїни фортеці оголошені історичною пам'яткою регіонального значення.

## Опис
Укріплення розташовується на досить плоскій вершині гори, нахиленої на захід і пересіченої розломами, оточеної майже з усіх боків урвищами в 70-80 м, на яку з півночі та півдня йдуть дороги. Майданчик має розміри 250 на 120 м — найбільше укріплення на Південному березі Криму. Стіни фортеці, довжиною близько 600 м при ширині стіни 1,8-2 м (де-не-де збереглися на висоту до 2,2 м), були складені з бутового каменю на вапняному розчині, огороджували плато з 3 сторін, четверта — лише частково завдяки скельним урвищам, та ділили городище на три частини: у найвищій, з трьох боків обмеженій урвищами, розміщувалась цитадель (площею 0,17 га), також огороджена муром з прямокутною баштою (4 на 4 аршини), усередині цитаделі знаходилася невелика церква. Середня частина (площею близько 1,35 гектара), мабуть, являє собою передпілля цитаделі; заселена була нижня частина плато — забудована невеликими будинками в 1-2 кімнати.
За наявними археологічними даними поселення існувало в XIII столітті, його появу історики пов'язують з монгольськими вторгненнями в Крим (починаючи з 1223 року), сельджукською експансією і переходом гірського Криму в зону впливу Трапезундської імперії, але й досі Алупка-Ісар вважається практично не вивченою. Коли і чому поселення припинило існування, не відомо (швидше за все ісар був просто залишений своїми жителями).

## Історія вивчення
Першим із вчених у фортеці побував Петро Кеппен 1837 року, залишивши досить докладний опис і склав, за вказівкою графа Воронцова, план укріплення:
|  | ...Усередині кріпосної огорожі знаходяться явні сліди колишніх будівель. Так, наприклад, у кутку В стояла чотирикутна будівля, імовірно, башта, що мала в довжину і ширину по 4 аршини. Далі від В до А після 18 кроків простої стіни, видно квадратні фундаменти, яких три складаються в загальному зв'язку..., за цим знову проміжок у 4 кроки, і знову пристінної споруди. По лінії від В до С, після 80 кроків, видно... підвалини чотирикутної споруди... Вхід до фортеці, я думаю, знаходився по лінії АВ... за 76 кроків від краю скелі.... |

Невеликий розділ у праці «Voyage autour du Caucase, chez les Tscherkesses et les Abkhases, en Colchide, en Georgie, en Arménie et en Crimee, 6 Bände, Librairie de Gide, zusätzlichem Atlas» присвятив ісару Фредерік Дюбуа де Монпере.
Микола Ернст в 1935 році вважав фортецю «греко-готською», відзначав добре збережені стіни і залишки безлічі будівель. Володимир Дьяков 1942 року і Павло Шульц у статті 1957 року та їх послідовники просували ідеї або Таврійського лвмеса — системи укріплень, нібито створеної римлянами на межі нашої ери, або давнішого таврського походження фортець південнобережжя, куди включали і Алупка-Ісар. Ці теорії були спростовані результатами розкопок 1959 року, проведених Львом Фірсовим, які встановили тимчасові рамки існування поселення такими, що не виходять за XII—XIII століття.